# (5874) 1989 XB
1989 أكس بي (ويعرف أيضًا باسم (5874) 1989 أكس بي وفق تسمية الكوكب الصغير) (بالإنجليزية: 1989 XB)‏ هو كويكب ضمن حزام الكويكبات؛ وترتيبه 5874 من حيث الاكتشاف.
اكتُشف هذا الجُرم الفلكي بواسطة Nobuhiro Kawasato ‏ في 2 ديسمبر 1989.

## وصلات خارجية
- (5874) 1989 XB في قاعدة بيانات مختبر الدفع النفاث لأجرام النظام الشمسي الصغيرة

- الاكتشاف · مخطط المدار ·  العناصر المدارية · المعلمات المادية

- (5874) 1989 XB على موقع ويكي سكاي: DSS2, SDSS, GALEX, IRAS, Hydrogen α, X-Ray, Astrophoto, Sky Map, Articles and images